# Manuel António dos Santos Lopes
Manuel António dos Santos Lopes, zelenortski pesnik in pisatelj, * 23. december 1907, Mindelo, † 25. januar 2005, Lizbona, Portugalska.

## Dela
- Poema de Quem Ficou (1949)
- O Galo Que Cantou na Baía (e outros contos cabo-verdianos) (1959)
- Os Flagelados do Vento Leste (1959)
- Reflexões Sobre a Literatura Cabo-Verdiana (1959)
- Crioulo e Outros Poemas (1964)
- As Personagens de Ficção e Seus Rodelos (1973)
- Falucho Ancorado (1997)